# Svartryggig todityrann
Svartryggig todityrann (Poecilotriccus pulchellus) är en fågel i familjen tyranner inom ordningen tättingar.

## Utseende och läte
Svartryggig todityrann är en liten och vackert tecknad tyrann. Den är kompakt och kortstjärtad, med gul undersida, svart ovansida, vit strupe och vitt mustaschstreck samt en liten röd fläck på skuldran. Sången är melodisk och tjirpande, ofta framförd i duett.

## Utbredning och systematik
Fågeln förekommer i fuktiga trakter vid foten av Anderna i sydöstra Peru (Cusco och Puno). Den behandlas som monotypisk, det vill säga att den inte delas in i några underarter.

### Familjetillhörighet
Arten placeras traditionellt i familjen tyranner. DNA-studier visar dock att Tyrannidae består av fem klader som skildes åt redan under oligocen,, varför vissa auktoriteter behandlar dem som egna familjer. Svartryggig todityrann med släktingar bryts då ut till familjen Pipromorphidae.

## Levnadssätt
Svartryggig todityrann hittas i förberg, i ungskog. Den påträffas framför allt i områden med högväxt bambu.

## Status
Trots det begränsade utbredningsområdet och att den tros minska i antal anses beståndet vara livskraftigt av internationella naturvårdsunionen IUCN. 